# Брукфілд (Вермонт)
Брукфілд (англ. Brookfield) — місто (англ. town) в США, в окрузі Орандж штату Вермонт. Населення — 1244 особи (2020).

## Демографія
Згідно з переписом 2010 року, у місті мешкали 1292 особи в 528 домогосподарствах у складі 373 родин. Було 702 помешкання
Расовий склад населення:
| - 97,6 % — білих - 0,4 % — корінних американців - 0,2 % — чорних або афроамериканців - 0,2 % — азіатів |

До двох чи більше рас належало 1,5 %. Частка іспаномовних становила 0,5 % від усіх жителів.
За віковим діапазоном населення розподілялося таким чином: 21,4 % — особи молодші 18 років, 65,1 % — особи у віці 18—64 років, 13,5 % — особи у віці 65 років та старші. Медіана віку мешканця становила 45,6 року. На 100 осіб жіночої статі у місті припадало 109,4 чоловіків;  на 100 жінок у віці від 18 років та старших — 99,8 чоловіків також старших 18 років.
Середній дохід на одне домашнє господарство  становив 71 973 долари США (медіана — 59 063), а середній дохід на одну сім'ю — 79 377 доларів (медіана — 69 808). Медіана доходів становила 45 882 долари для чоловіків та 41 184 долари для жінок. За межею бідності перебувало 11,9 % осіб, у тому числі 28,0 % дітей у віці до 18 років та 4,8 % осіб у віці 65 років та старших.
Цивільне працевлаштоване населення становило 742 особи. Основні галузі зайнятості: освіта, охорона здоров'я та соціальна допомога — 29,4 %, роздрібна торгівля — 13,9 %, виробництво — 11,7 %, фінанси, страхування та нерухомість — 10,1 %.